# رودريك رودز
رودريك رودز (بالإنجليزية: Rodrick Rhodes)‏ مواليد 24 سبتمبر 1973 في جيرسي سيتي، هو مدرب كرة سلة أمريكي ولاعب سابق. بدأ مسيرته الاحترافية في سنة 1997. تم اختياره من قبل فريق هيوستن روكتس خلال الدرافت. يبلغ طوله 6 قدم 6 بوصة (2.0 م). اعتزل اللعب في 2003.

## المسيرة الاحترافية
لعب مع هيوستن روكتس من سنة 1997 إلى 1999، ثم لعب مع فانكوفر جريزليز في سنة 1999، ثم لعب مع دالاس مافيريكس في سنة 2000.

## روابط خارجية
- رودريك رودز على موقع إن بي أي (الإنجليزية)
- رودريك رودز على موقع سبورتس رفرنس (الإنجليزية)
- رودريك رودز على موقع كرة السلة الأوروبية.كوم (الإنجليزية)
- رودريك رودز على موقع كلية كرة السلة في سبورتس رفرنس.كوم (الإنجليزية)
- رودريك رودز على موقع ريلجم (الإنجليزية)
- رودريك رودز على موقع بروبوليرز (الإنجليزية)
- رودريك رودز على موقع سبورتس رفرنس (الإنجليزية)